# ユーティカ (ニューヨーク州)
ユーティカ（Utica [ˈjuːtɨkə] ( 音声ファイル)）は、アメリカ合衆国ニューヨーク州中央部に位置する都市。人口は6万5283人（2020年）。州都オールバニとシラキュースの中間に位置する。北のアディロンダック山地と南のキャッツキル山地に挟まれ、ハドソン川の支流であるモホーク川がその谷間を流れる、モホーク・バレーと呼ばれる地域の中心都市である。

## 歴史

### 初期
ユーティカの元となった入植地はフレンチ・インディアン戦争後に放置された砦の跡地に1773年に建設された。入植地は独立戦争中にロイヤリストとネイティブ・アメリカンによる攻撃を受け、破壊されたものの、やがて村へと成長していった。ユーティカという名の由来については定説は無いが、一説には、12人ほどの村人がバッグスの酒場に集まり、村名について話し合ったものの、1つの名に決まらなかったため、カルタゴの古代都市ウティカからその名を取ったと言われている。
初期のユーティカではウェールズ人入植者が大きな役割を果たした。1789年と1802年の不作、そして土地所有への熱望から、ユーティカとその周辺に5家族のウェールズ系移民が住み着き、それに続くようにウェールズ系の農民が流入してきた。入植者たちはウェールズ伝統の農法に則り、この地に酪農を導入した。やがてこの地で生産されたウェールズ式バターはニューヨークの市場で価値の高い商品となった。1830年頃には、ユーティカはウェールズ系住民の文化の中心地、また彼らが興した印刷業の中心地となっていた。
1832年2月、ユーティカはニューヨーク州の正式な市となった。

### 交通手段の確立と繊維産業の興り
19世紀前半にハドソン川とエリー湖を結ぶエリー運河が開通すると、その流路上にあったユーティカでは産業が発展した。運河全体の中でも中間部の開通は最も早く、1819年にロームとユーティカの間が、その翌年にはロームから西、シラキュース郊外のサリナまでが開通した。1825年にはエリー運河が全通した。運河を行き交う旅行者にとって事実上の中間点であったユーティカは、旅行者が旅の疲れを癒すのにちょうど良い場所であった。その後ユーティカの名を轟かせることになる綿織物産業は運河の計画段階から興りつつあった、また、ユーティカの不動産需要は高まり、地価は1800年時点の10倍に跳ね上がった。ある匿名の旅行者は1829年頃、ユーティカについて次のように述べた。

a really beautiful place . . . [and Utica's State Street] in no respect inferior to [Broadway] in New York.

（訳）とても美しい場所...（そしてユーティカのステート通りは）いかなる点においてもニューヨーク（のブロードウェイ）に劣らない。

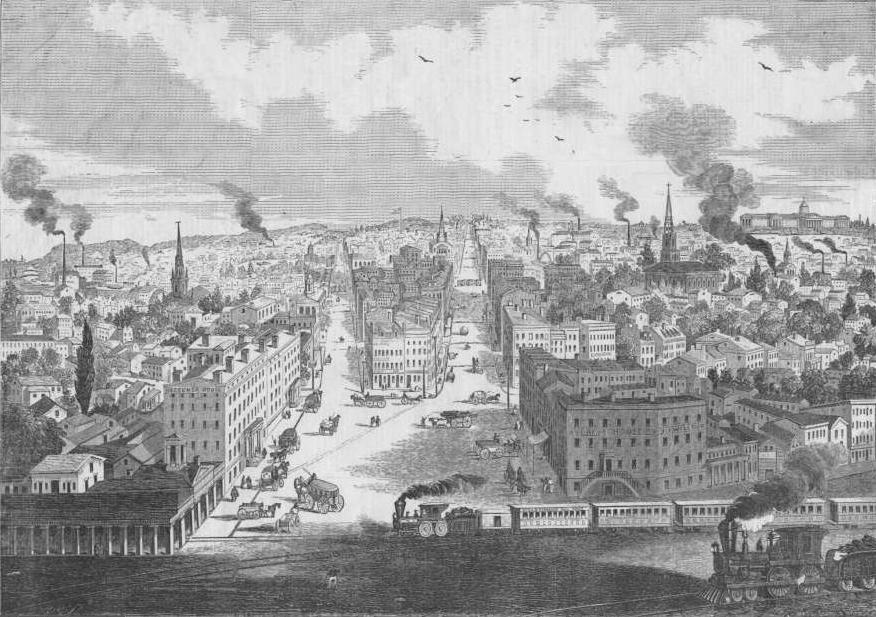
19世紀中盤のユーティカ（1855年）

ユーティカはエリー運河が町の中を直に流れていることによって、シラキュースなど他の新興の町と同様に恩恵を受けた。1836年にはこのエリー運河に加えて、ユーティカとサスケハナ川河畔のビンガムトンを結ぶチェナンゴ運河が開通し、この地の織物工場で燃料として用いられる石炭がペンシルベニア州北東部から運ばれるようになった。
運河に引き続いて、鉄道の整備も進んだ。1836年には、オールバニ・スケネクタディとユーティカを結ぶ鉄道が開通した。その3年後には、ユーティカから西へシラキュースまで鉄道が延伸された。1870年には、ビンガムトンとユーティカを結ぶデラウェア・ラッカワナ・アンド・ウェスタン鉄道のユーティカ支線が営業運行を始め、ペンシルベニア州産の石炭を運び込むようになった。
19世紀中盤に入ると、ユーティカの繊維産業は高い成長を遂げていった。20世紀に入る頃には繊維産業は隆盛を迎え、ユーティカは数十もの織物工場が建ち並ぶ、全米でも有数の織物の街としての地位を確立した。第一次世界大戦中には、ユーティカの織物工場は20,000人にものぼる労働者を雇用した。

### 織機からラジオへ

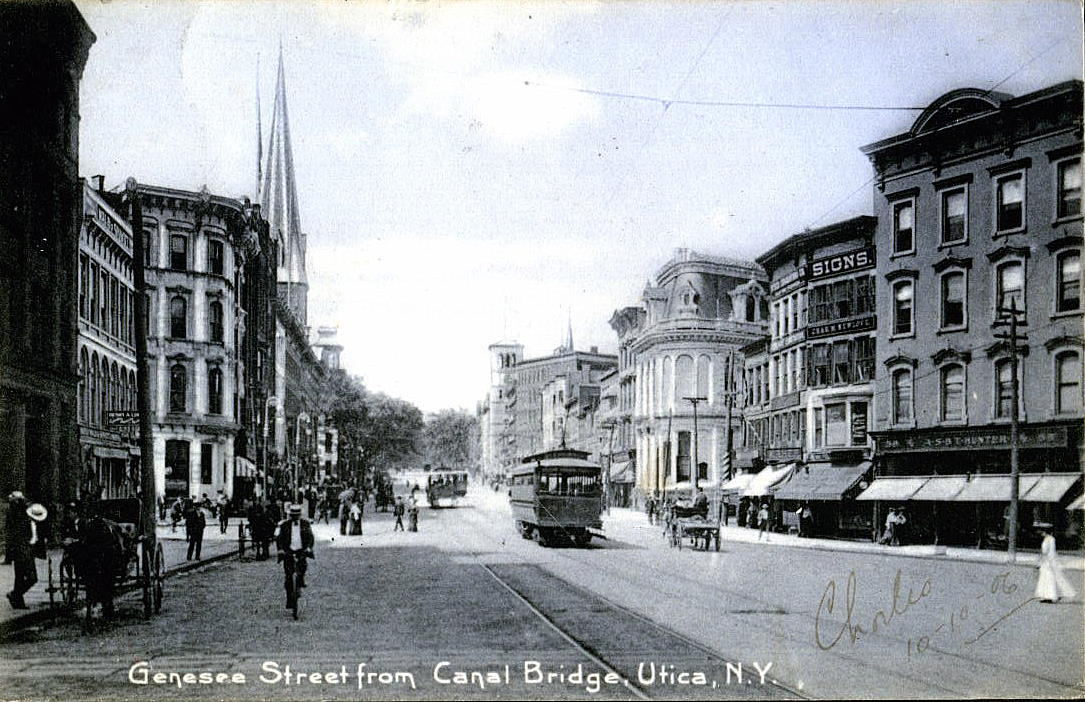
20世紀初頭のユーティカ（1906年）

しかし第一次世界大戦が終わると、ファッションの変化や政府からの受注の減少、市場への繊維製品の供給過剰が相まって、ユーティカの繊維産業は大打撃を受け、衰退していった。20世紀中盤に入る頃には、設備の老朽化も進んでいたユーティカ市内の織物工場はほとんど閉鎖され、生産コストの安い南部へと移転していった。
この状況に追い討ちをかけたのが市政の腐敗であった。1930年代から1950年代にかけて、ユーティカの市政はマシーンであったルーファス・P・エレファンテに牛耳られ、汚職が横行した。こうした政治の腐敗から、ユーティカは「罪の街」として知られていくようになった。
しかし1950年代に入ると、ユーティカは再び工業都市として日の目を見るようになった。ゼネラル・エレクトリックはユーティカにラジオ生産の拠点を置き、最盛期には約8,000人の労働者を雇用し、ユーティカを「世界のラジオの首都」と呼ばれるまでに成長させた。この頃のユーティカの地域経済構造の変化はLoom to Boom（織機からラジオへ）と呼ばれた。

### 衰退と立て直し
しかし、「ラジオの街」としての繁栄もそう長くは続かず、1960年代中盤には、ゼネラル・エレクトリックはラジオ生産の拠点を中東に移し、ユーティカの地を去った。その後ユーティカは数十年にわたって、ラストベルトと呼ばれるアメリカ合衆国北東部・中西部の多くの工業都市同様に、産業の衰退、郊外への人口流出、財政の悪化、公共サービスの低下といった問題に直面してきた。こうした産業の衰退から、この頃のユーティカは「神に忘れられた街」と呼ばれるようになった。1980年代から1990年代にかけては、ユーティカの急激な人口減少や地域経済の行き詰まりを示した、Last One Out of Utica, Please Turn Out The Lights.（最後にユーティカを出る方は電気を消してください）というジョーク的なメッセージが記された車のバンパー用のステッカーも流行した。
市のリーダーや地元実業家は市の立て直しを図った。1996年、かつてのゼネラル・エレクトリックの施設は郡の産業開発協会を通じてコンメッド社の本社・生産施設として再利用されることになり、この地域に500名の雇用を生み出した。ダウンタウンのユニオン駅は改修され、アムトラックとアディロンダック観光鉄道の駅として、また地域交通のハブとして蘇った。1998年に始まった、夏季の木曜日の夜に行われるサラナック醸造所のパーティーは数千もの人を集め、近隣の酒場や食堂も潤している。
こうした傾向を受けて2008年、市長デイビッド・ロエファロは、ユーティカの新しい標語にRenaissance City（再生の街）を掲げた。しかし、ユーティカの人口は依然として減り続けている。

## 地理
ユーティカは北緯43度5分48秒 西経75度13分55秒 / 北緯43.09667度 西経75.23194度に位置する。シラキュースからは東へ約80km、州都オールバニからは西北西へ約140km、ニューヨークからは北北西へ約320kmに位置している。ユーティカは北のアディロンダック山地と南のキャッツキル山地に挟まれ、モホーク川が2つの山地の間を流れる、モホーク・バレーと呼ばれる地域に位置している。
アメリカ合衆国統計局によると、ユーティカ市は総面積43.0km²（16.6mi²）である。そのうち42.3km²（16.3mi²）が陸地で0.7km²（0.3mi²）が水域である。総面積の1.57%が水域になっている。市中心部の標高は139mである。ユーティカの都市圏はオナイダ郡とハーキマー郡の2郡にまたがっている。

### 気候
ユーティカの気候は冷涼な夏と寒い冬に特徴付けられる。7月の平均気温は21℃ほどで、日中は24℃から29℃の間になることが多く、20℃に満たないことも珍しくない。夏季でも夜になると10℃まで下がることもある。1月の平均気温は氷点下5℃で、日中は0℃前後になることが多く、夜は氷点下20℃を下回ることも珍しくない。ユーティカにおける観測史上最高気温は37.8℃（1953年7月19日）、観測史上最低気温は氷点下33.3℃（1979年2月18日・1981年1月12日）である。降水は1年を通じて平均しているが、6月から9月までの間は他の月に比べてやや多い。年間降水量は1,050mm程度である。また、ユーティカはオンタリオ湖で湿気を増すカナダからの寒気の風下にあたるため、冬季の降雪が非常に多く、クリーブランド、エリー、バッファロー、ロチェスター、シラキュースなどと共にスノーベルトと呼ばれる豪雪地帯に含められている。ひと冬の降雪量は平年でも200cmを軽く超え、300cmを超えることも珍しくない。ケッペンの気候区分では、ユーティカは亜寒帯湿潤気候（Dfb）に属する。
|               | 1月  | 2月  | 3月  | 4月  | 5月  | 6月   | 7月   | 8月  | 9月  | 10月 | 11月 | 12月 | 年      |
| ------------- | ---- | ---- | ---- | ---- | ---- | ----- | ----- | ---- | ---- | ---- | ---- | ---- | ------- |
| 平均気温（℃） | -5.0 | -4.4 | 0.0  | 6.7  | 12.8 | 17.8  | 20.6  | 20.0 | 15.0 | 8.9  | 2.8  | -3.3 | 6.7     |
| 降水量（mm）  | 73.7 | 68.6 | 76.2 | 83.8 | 88.9 | 101.6 | 109.2 | 96.5 | 99.1 | 86.4 | 94.0 | 78.7 | 1,056.7 |

### 都市概観と建築物

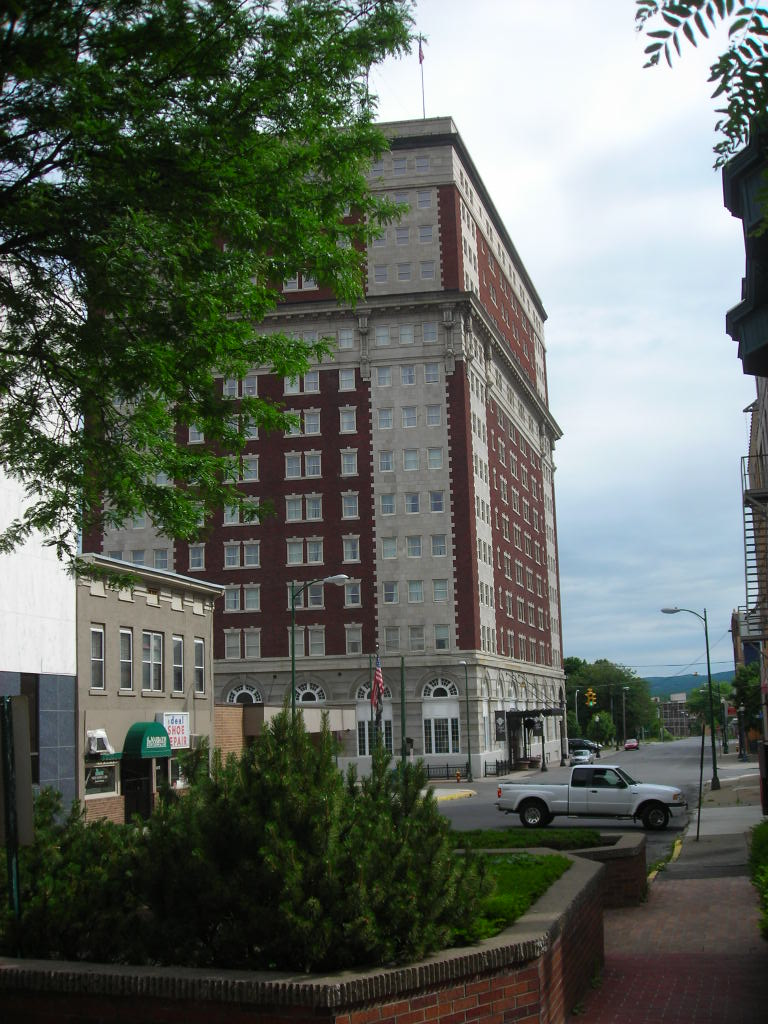
ホテル・ユーティカ

市の目抜き通りであるジェネシー通りは中心部を北東-南西方向に走っている。ダウンタウンはジェネシー通りを中心に、ステート通り、パーク・アベニュー、CSXの線路に囲まれた三角形の中に形成されている。ジェネシー通り、ステート通り、パーク・アベニューの3本の通りはダウンタウンの南西、オナイダ・スクエアで交わる。ダウンタウンの北にはモホーク川が流れている。ユーティカの歴史において重要な役割を果たしたエリー運河はモホーク川の北を川と平行するように流れ、エリー運河のすぐ北には州間高速道路I-90が通っている。
ダウンタウンには大都市によく見られるような超高層ビルこそないものの、ホテル・ユーティカなどの歴史的建築物がいくつか残っている。1912年に建てられたホテル・ユーティカは、完成当初は10階建ての耐火性建物で、200部屋の客室、4つの食堂、ボールルーム、集会場、婦人用レストラン、紳士用グリル・アンド・カフェを有していた。1926年に上部の4階層が増築され、客室数は250に増えた。このホテルにはルーズベルト夫妻、ジュディ・ガーランド、メイ・ウエストなどの著名人も宿泊した。しかし宿泊客数の減少により、1972年にホテルとしての営業を停止し、アパートに転用された。その後1999年から2001年にかけて、ホテル・ユーティカは1,300万ドルの費用を投じて改修され、全米歴史保存トラストのヒストリック・ホテルズ・オブ・アメリカ（Historic Hotels of America）の1つに加えられた。現在では、ホテル・ユーティカはチョイスホテルズインターナショナルが同社のクラリオン・コレクションというブランドで運営している。
このホテル・ユーティカのほか、ダウンタウンにはユーティカ貯蓄銀行、スタンレー芸術センター、ユーティカ公立図書館、ユニオン駅などの歴史的建築物が建っている。また、オナイダ・スクエアには、南北戦争で北軍に就いて戦ったユーティカ出身の兵士を讃える記念像が立っている。グレーター・ユーティカ・ランドマーク協会は、こういった歴史的建築物の保存や改修の促進を目的として1974年に設立された。

## 政治
ユーティカは市長制を採っている。市長は全市から選出される。市議会は議長と9人の議員からなっている。9人の議員のうち6人は市を6つに分けた選挙区から各1人ずつ選出され、残りの3人が全市からのワイルドカードで選出される。市議会議長は市長や議員とは別に、全市から選出される。
連邦議会下院議員選挙においては、ユーティカはニューヨーク第24選挙区に属している。19世紀後半には、この選挙区では共和党が強い勢力を持っていたが、20世紀に入ってからは、共和党と民主党の勢力が拮抗している。

## 交通

### 空路
ユーティカ都市圏内には商業空港がなく、シラキュースのシラキュース・ハンコック国際空港（IATA: SYR）、もしくはオールバニのオールバニ国際空港（IATA: ALB）がユーティカへの空の玄関口となる。ユーティカのダウンタウンからシラキュース・ハンコック国際空港へは車で約1時間、オールバニ国際空港へは車で約1時間40分である。

### 鉄道

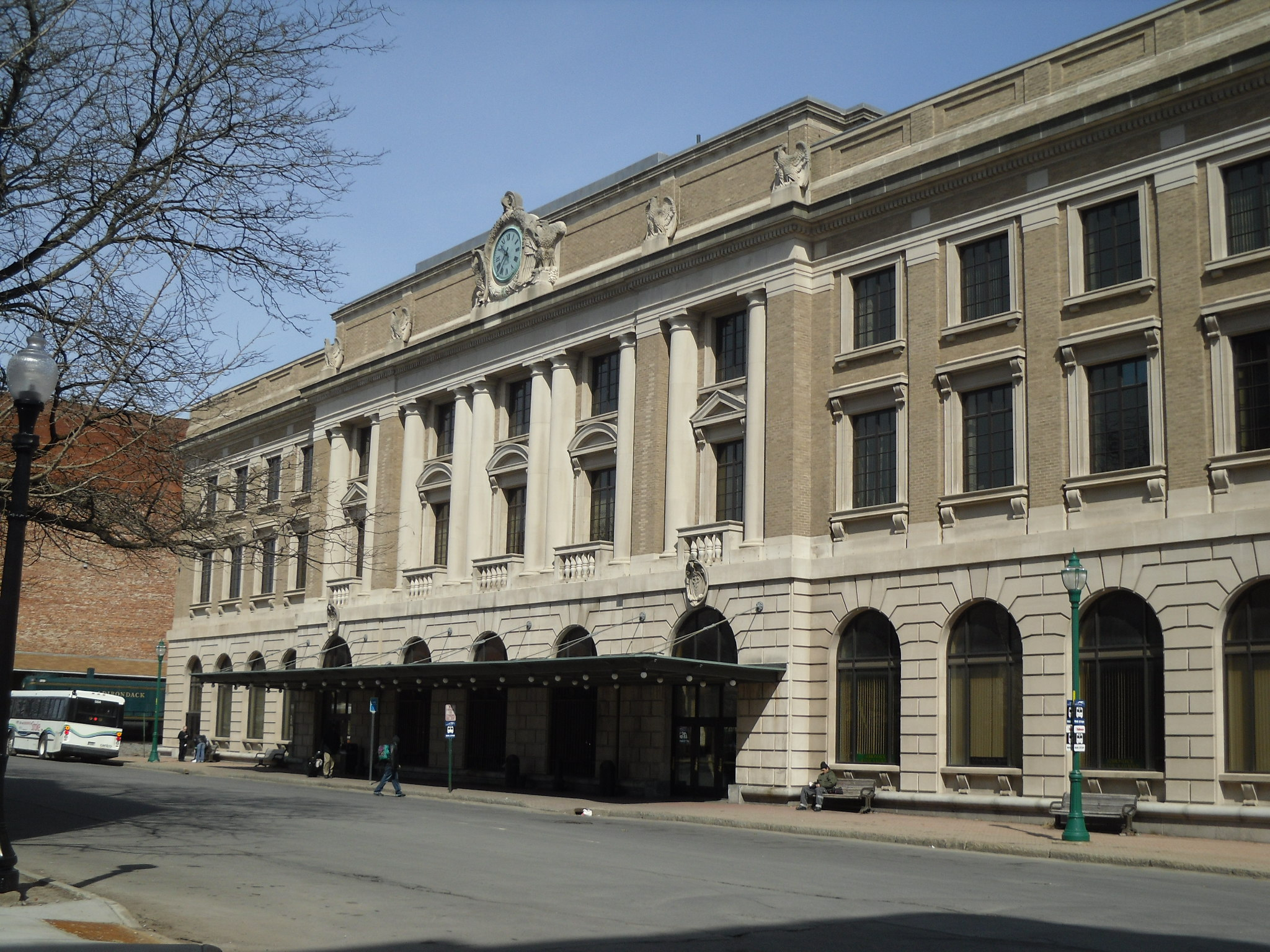
アムトラックのユーティカ・ユニオン駅

アムトラックのユーティカ・ユニオン駅がメイン・ストリート321にある。ユーティカ・ユニオン駅には下記の列車が停車する。
シカゴとニューヨーク・ボストン間の夜行長距離列車レイクショア・リミテッド号…1日1往復停車（当駅にはシカゴ-ニューヨーク間・シカゴ-ボストン間の編成とも停車  オールバニ・レンセラー駅にてニューヨーク編成&ボストン編成を 連結/切り離し）
トロントとニューヨーク間の昼行国際列車メープルリーフ号…1日1往復停車
ニューヨーク州ナイアガラフォールズとニューヨーク間の昼行中長距離列車エンパイア・サービス…1日2往復停車（ナイアガラフォールズ (ニューヨーク州)まで運行する便がユーティカ・ユニオン駅に停車）
また、この駅はアディロンダック山中のオールドフォージへと向かう季節運行のアディロンダック・シーニック鉄道の始発駅となっている。さらに、この駅はグレイハウンドやアディロンダック・トレイルウェイズのバスターミナルも兼ねている。

### 自動車
市の北側には州間高速道路I-90が通っている。I-90はシアトルからボストンまで大陸を横断する幹線で、ニューヨーク州内ではバッファローからオールバニへとアップステート・ニューヨークを横断する、重要度の高い道路である。I-90の支線であるI-790は、全線がユーティカ市内にある4km弱の道路で、ユーティカのダウンタウンとI-90本線とを結ぶ役割を果たしている。
ユーティカ市内の公共交通は、シラキュースに本部を置く中央ニューヨーク地域交通局（CENTRO）の運営する15系統の路線バスでカバーされている。

## 教育

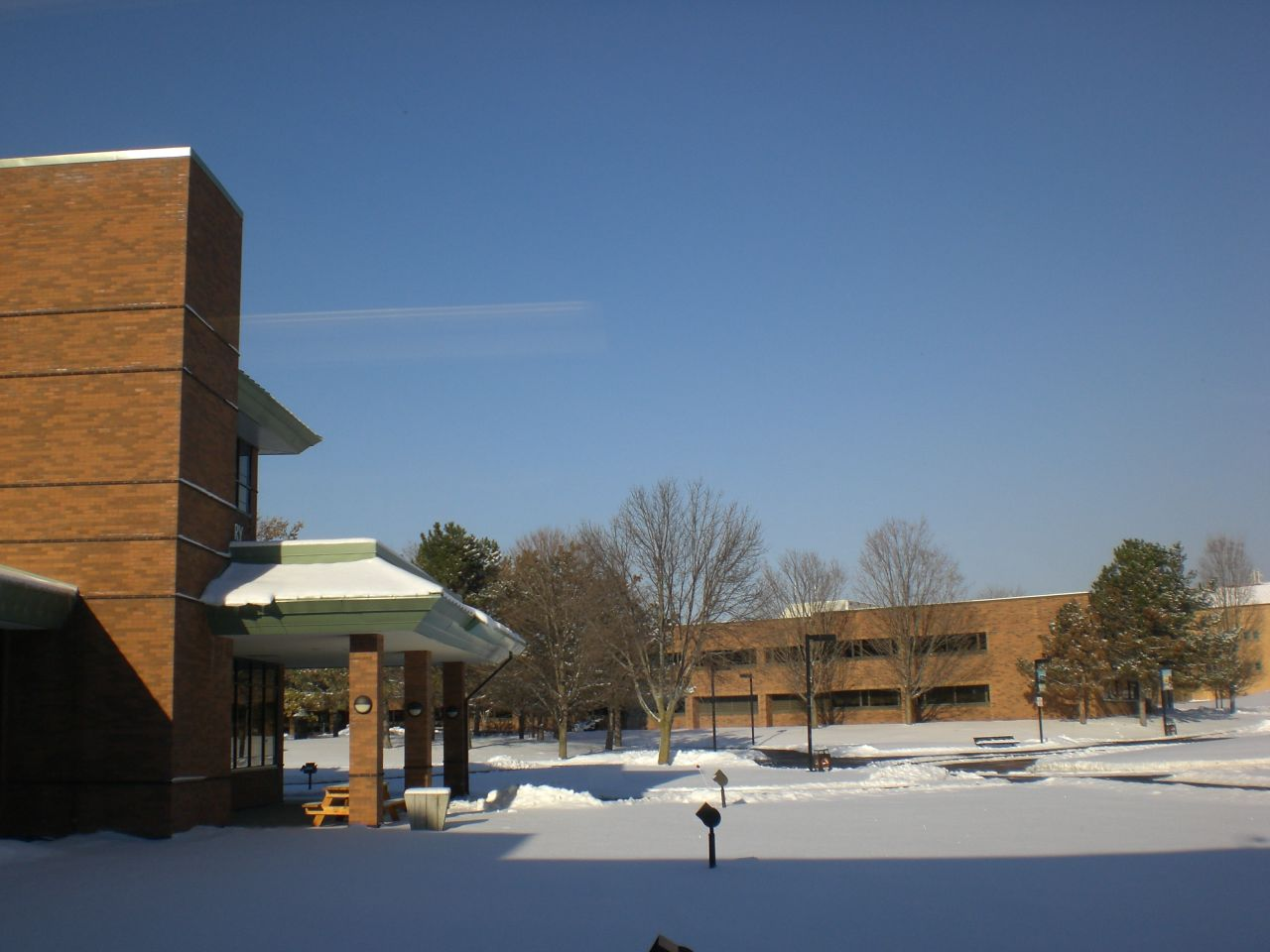
ニューヨーク州立工科大学

ユーティカ大学は市の西側にキャンパスを置いている。1946年にシラキュース大学のユーティカ校として開校したこの私立大学は、もともとはダウンタウンのオナイダ・スクエアの近くにキャンパスを置いていたが、1961年に現在のキャンパスに移転した。1995年に同学はシラキュース大学から分離独立した。その後大学院が設置され、1999年には修士の、また2005年には博士の学位がそれぞれユーティカ大学から授与された。同学は学部生約2,500人、大学院生約600人を抱えている。
市の北にはニューヨーク州立大学システム唯一の工科大学であるニューヨーク州立工科大学がキャンパスを構えている。1966年に開校した当初は市の西側に仮キャンパスを置き、学部上級学年と大学院の講義のみを開講していたが、1980年代に現在のキャンパスに移転し、2003年に初の1年生を受け入れて完全な4年制大学となった。同学は理工系の専攻を中心に提供しているが、会計学、経営学、心理学、社会学の専攻プログラムも提供している。同学には学部生、大学院生あわせて約2,900人の学生が在学している。
同じくニューヨーク州立大学システムの一角をなす2年制のコミュニティ・カレッジ、モホーク・バレー・コミュニティ・カレッジは市の南東部にキャンパスを構えている。1946年にニューヨーク州立応用文理学校ユーティカ校として開校した同校は、ニューヨーク州内で最初に開校したコミュニティ・カレッジであった。1950年代には、同校はモホーク・バレー技術学校と名を変え、解雇された繊維産業従事者がゼネラル・エレクトリックにおいて機械を操作できるように訓練するためのトレーニング施設として機能した。1960年に同校は2年制大学としての認定を受け、キャンパスもダウンタウンの仮キャンパスから現在のキャンパスに移転した。

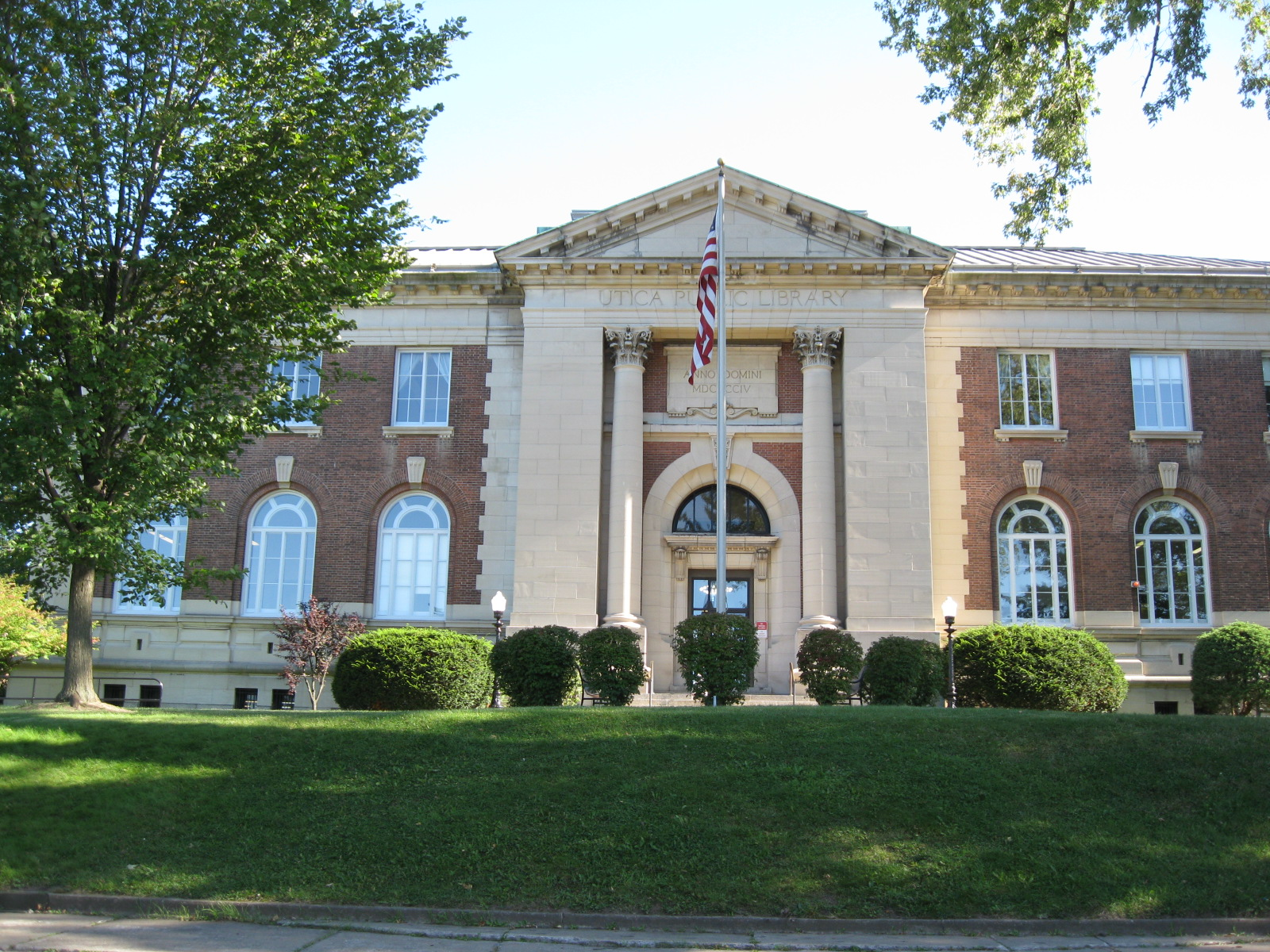
ユーティカ公立図書館

また、ユーティカの中心部から南西へ約15km、オナイダ郡内のクリントン村にはハミルトン・カレッジがキャンパスを構えている。同学は1793年にK-12の私立学校、ハミルトン・オナイダ・アカデミーとして設立され、1812年に大学として認定を受けた、ニューヨーク州の大学としては3番目に長い歴史を持つ大学である。同学はUSニューズ&ワールド・レポートの大学ランキングでは全米のリベラル・アーツ・カレッジの中で上位25位以内に入る評価を受け、リトル・アイビーにもその名を連ねている。同学は約1,800人の学生を抱えている。
ユーティカにおけるK-12課程はユーティカ市公立学区の管轄下にある公立学校によって支えられている。同学区は小学校9校、中学校2校、高校1校を運営している。
ジェネシー通りにはユーティカ公立図書館が建っている。この図書館は1825年に創設された。1899年に完成したこの図書館の建物は、1982年に国家歴史登録財に指定された。この図書館は約15万冊の蔵書を有し、年間19万人以上が利用している。

## 文化

### 文化施設

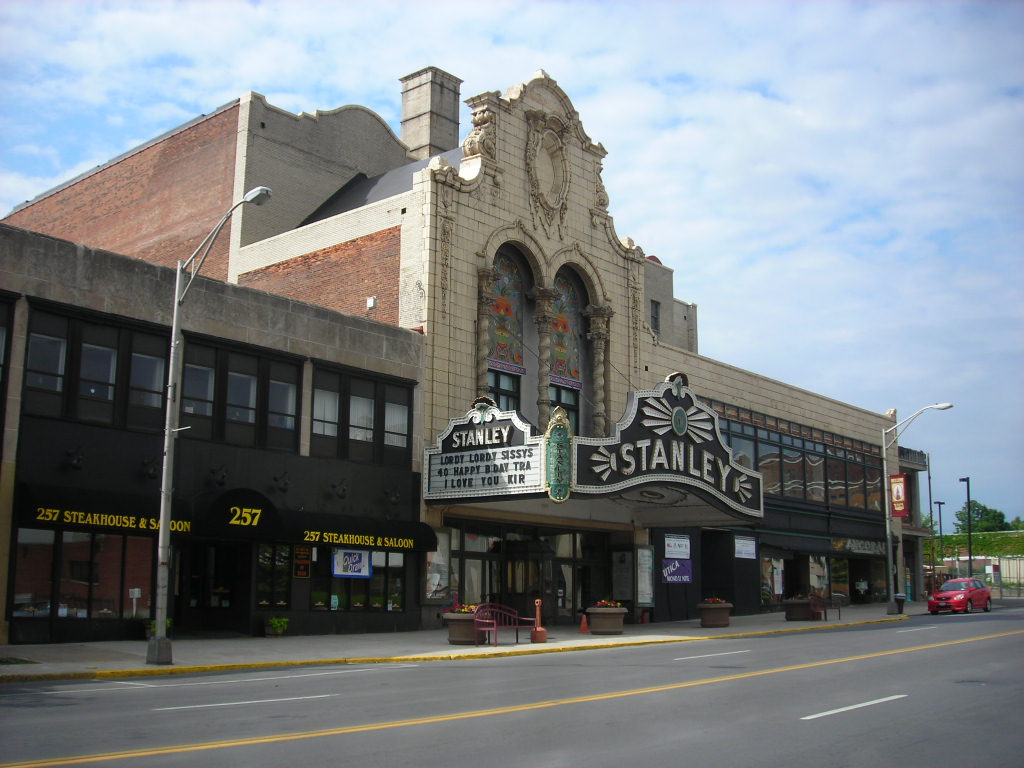
スタンレー芸術センター

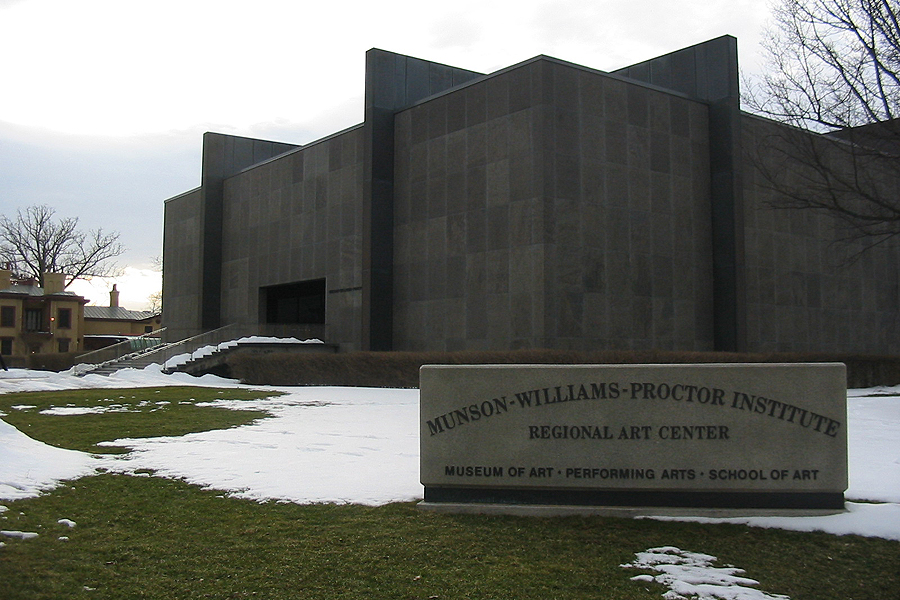
ムンソン・ウィリアムズ・プロクター・アート・インスティテュート

ダウンタウンのジェネシー通り沿いに建つスタンレー芸術センターは2,900席以上を有する大規模な劇場である。この劇場は1928年に映画館として開館し、その後間もなくライブの公演も催すようになった。1960年代から1970年代にかけて、周辺の劇場は街の再開発の中で次々と取り壊されていったが、この劇場は閉館の危機に遭いながらも生き残った。現在ではユーティカ交響楽団およびモホーク・バレー・バレエがこのスタンレー芸術センターを本拠地としているほか、ブロードウェイ・ミュージカルの公演や、ムンソン・ウィリアムズ・プロクター・アート・インスティテュートが招待する世界の一流演技芸術団体による公演も行われている。このメキシコ建築の要素を取り入れたバロック建築様式の劇場は、1976年に国家歴史登録財に登録された。
スタンレー芸術センターの西約400m、ステート通り沿いにはプレイヤーズ・オブ・ユーティカという小規模な劇場が建っている。この劇場は1910年に開館して以来、地域に密着した、アマチュアによる公演を主としたコミュニティ・シアターとして運営されてきた。1999年に劇場は不審火により焼失したものの、2003年に200席を有する新しい劇場の建設が始められた。
ムンソン・ウィリアムズ・プロクター・アート・インスティテュートはジェネシー通り沿い、スタンレー芸術センターの南西約400mに立地する、美術館、演技芸術部門、美術学校を併設した総合芸術センターである。美術館はパブロ・ピカソ、サルバドール・ダリ、ジョージア・オキーフなどによる、18世紀から20世紀までのヨーロッパ美術やアメリカ美術の作品約25,000点を展示している。演技芸術部門は世界の一流演技芸術団体を招待しての公演をスタンレー芸術センターで行っているほか、美術館の中庭でジャズや現代音楽のコンサートを行ったり、美術館の講堂で映画を上演したりしている。美術学校は1981年に認定を受けた高等教育課程と、全年代を対象としたコミュニティ芸術教育プログラムを有しており、いずれも幅広い分野の芸術教育を行っている。また、同校の高等教育課程はプラット・インスティテュートと提携し、前半2年間をユーティカで、後半2年間をマンハッタンもしくはブルックリンで学んだ学生に芸術学士の学位を授与する、プラットMWPというプログラムも提供している。
ダウンタウンの北東、ユニオン駅の近くに建つ5階建てのレンガ造のビルにはユーティカ子供歴史科学技術博物館が入居している。この博物館は地域の歴史、芸術、環境科学、宇宙科学の4分野について、展示物に触れて学習できる施設になっている。

### スポーツ
ダウンタウンの北には4,000席を有する多目的アリーナ、ユーティカ記念講堂が建っている。ニューヨークのマディソン・スクエア・ガーデンは1959年に建てられたこのアリーナをモデルとして設計された。このアリーナはNCAAのディビジョンIIIに属するユーティカ大学のアイスホッケーチーム、ユーティカ・パイオニアーズの本拠地として使われている。また、1987年から1993年までニュージャージー・デビルズの傘下にあったアメリカン・ホッケー・リーグのユーティカ・デビルズはこのアリーナを本拠地としていた。アイスホッケーのほか、このアリーナはハーレム・グローブトロッターズのエキシビジョン試合や、ブルース・スプリングスティーンのライブなどのイベントの会場としても使われてきた。
毎年7月には、ボイラーメーカー・ロードレースという15kmのロードレースが行われる。ユーティカ市街地の外郭を回るこのコースはアップダウンがあり、スタートから最初の4マイル（約6.4km）で高低差約90mを上る。1978年に800人の参加者を募って始まったこのレースは、現在では毎年10,000人以上の参加者を集めるレースとなっている。1983年にはビル・ロジャースが参加し、44分38秒のタイムで優勝した。このレースの存在によってユーティカは長距離走へのサポートを熱心に行っていると認められ、1998年7月11日、ダウンタウンの北に長距離走の殿堂が建てられた。

### イベント
6月から8月までの間、月曜の夜になるとダウンタウンの公園や公共スペースでは音楽の演奏やダンス、芸術作品の展示などが行われる。ユーティカ・マンデー・ナイトと呼ばれるこの文化祭は1997年に始まり、ユーティカの住民や訪問者に対し、芸術や人文科学に触れる機会を提供している。期間中の公演鑑賞や展示物見学はすべて無料である。
夏のユーティカの祭りがユーティカ・マンデー・ナイトならば、冬はスノーファリである。ダウンタウンの南約2km、バル・バイアラス・スキーセンターで行われるこの冬祭りでは、スノーボードクロスの競技や、参加者が各自厚紙で制作したソリのレースなどが行われる。また、この冬祭りに連れて来られる動物も観客を集めている。祭りの収益金はユーティカ動物園に収められる。

### 食文化

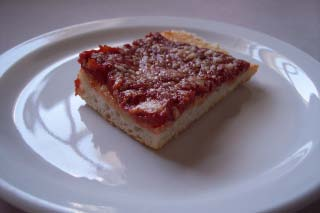
トマトパイ

19世紀末にこの地域に流入したイタリア系の移民はユーティカの食文化に大きな影響を与えた。ユーティカでよく見られるトマトパイはシチリア島のピザに由来するもので、四角形をした厚めのクラストにトマトソースを塗って焼いただけの簡素なものである。1914年に市内のピザ屋で初めてトマトパイが売られたときには、1枚わずか5セントであった。ユーティカ・グリーンズは、細切りにしたキクヂシャを主に、パンチェッタ、玉葱、ニンニク、唐辛子を炒め、鶏肉のだし汁を加えてチーズをからめたものである。チキン・リジーは、リガトニというペンネよりも大型で短く、周にギザギザのついたマカロニ状のパスタを用いた料理で、鶏肉、唐辛子、玉葱を炒め、辛口のトマトクリームソースをかけたものである。毎年4月には、市内のイタリア料理店がチキン・リジーをはじめとする料理の腕を競い合う、リジーフェストと呼ばれる大会が行われる。この大会の収益金は地元のYWCAに寄付される。
また、ユーティカはアップステート・ニューヨークやニューイングランドで広く見られる、ブラック・アンド・ホワイトというクッキーの発祥の地でもある。ユーティカでは「ハーフムーン」と呼ばれるこのクッキーは、大型のクッキー地に白いバニラのフォンダンとダークチョコレートが半々にかかったものである。

## 人口動態

### セカンド・チャンスの街
1960年代以降ユーティカの人口は減少し続けているが、1990年代にボスニア・ヘルツェゴビナ紛争から逃れてきたボスニア系移民の流入によっていくらか緩和されている。ボスニア系のほかには、ベラルーシ系やベトナム系の移民がユーティカに流入してきている。これらの移民がユーティカの総人口に占める割合は1割を超える。リーダーズ・ダイジェストは、ユーティカの政治、経済、社会生活において移民が果たしてきた役割を時系列で著した記事中で、ユーティカを「セカンド・チャンスの街」と呼んだ。

### 都市圏人口
ユーティカの都市圏を形成する各郡の人口は以下の通りである（2020年国勢調査）。
ユーティカ・ローム都市圏
| 郡           | 州             | 人口      |
| ------------ | -------------- | --------- |
| オナイダ郡   | ニューヨーク州 | 232,125人 |
| ハーキマー郡 | ニューヨーク州 | 60,139人  |
| 合計         | 合計           | 292,264人 |

### 市域人口推移
以下にユーティカ市における1820年から2010年までの人口推移をグラフおよび表で示す。
| 統計年 | 人口      |
| ------ | --------- |
| 1820年 | 2,972人   |
| 1830年 | 8,323人   |
| 1840年 | 12,782人  |
| 1850年 | 17,565人  |
| 1860年 | 22,529人  |
| 1870年 | 28,804人  |
| 1880年 | 33,914人  |
| 1890年 | 44,007人  |
| 1900年 | 56,383人  |
| 1910年 | 74,419人  |
| 1920年 | 94,156人  |
| 1930年 | 101,740人 |
| 1940年 | 100,518人 |
| 1950年 | 100,489人 |
| 1960年 | 100,410人 |
| 1970年 | 91,611人  |
| 1980年 | 75,632人  |
| 1990年 | 68,637人  |
| 2000年 | 60,523人  |
| 2010年 | 62,235人  |